# Barušići (Buzet)
Pour les articles homonymes, voir Barušići.
Barušići (en italien : Barussici) est une localité de Croatie située en Istrie, dans la municipalité de Buzet, dans le comitat d'Istrie. En 2001, la localité comptait 101 habitants.

## Démographie
| 1948 | 1953 | 1961 | 1971 | 1981 | 1991 | 2001 |
| ---- | ---- | ---- | ---- | ---- | ---- | ---- |
| 135  | 131  | 117  | 102  | 100  | 107  | 101  |